# Gli amici del bar Margherita
Pour plus de détails, voir Fiche technique et Distribution.
Gli amici del bar Margherita est un film italien réalisé par Pupi Avati, sorti en 2009.

## Fiche technique
- Titre : Gli amici del bar Margherita
- Réalisation : Pupi Avati
- Scénario : Pupi Avati
- Photographie : Pasquale Rachini
- Montage : Amedeo Salfa
- Musique : Riz Ortolani
- Production : Pupi et Antonio Avati
- Pays d'origine :  Italie
- Genre : Comédie
- Date de sortie : 2009

## Distribution
- Diego Abatantuono : Al
- Laura Chiatti : Marcella
- Fabio De Luigi : Gian
- Luigi Lo Cascio : Manuelo
- Neri Marcorè : Bep
- Luisa Ranieri : Ninni
- Pierpaolo Zizzi : Taddeo
- Caterina Sylos Labini : Prof Scaglioni
- Gisella Marengo : Natalia
- Gianni Cavina : Carlo
- Katia Ricciarelli : la mère de Taddeo